# Trabzonspor
A Trabzonspor egy török labdarúgóklub, melyet 1967-ben, két klub összevonásával alapítottak Trabzon városában. A klub többször megnyerte a török kupát és az első osztályú bajnokságot is.

### Jelenlegi keret
2022. február 7-én lett frissítve:
| #  |     | Poszt | Név                       |
| -- | --- | ----- | ------------------------- |
| 1  | TUR | K     | Uğurcan Çakır ()          |
| 4  | TUR | V     | Hüseyin Türkmen           |
| 5  | TUR | KP    | Berat Özdemir             |
| 6  | GRE | KP    | Manólisz Sziópisz         |
| 8  | TUR | KP    | Dorukhan Toköz            |
| 9  | NGR | CS    | Anthony Nwakaeme          |
| 10 | TUR | KP    | Abdülkadir Ömür           |
| 11 | GRE | CS    | Anasztásziosz Bakaszétasz |
| 13 | BRA | V     | Vitor Hugo                |
| 14 | DEN | CS    | Andreas Cornelius         |
| 15 | NOR | KP    | Anders Trondsen           |
| 16 | TUR | K     | Erce Kardeşler            |
| 17 | SVK | KP    | Marek Hamšík              |
| 18 | BIH | KP    | Edin Višća                |
| 19 | GUI | CS    | Bengali-Fodé Koita        |
| 20 | TUR | KP    | Yusuf Erdoğan             |
| 21 | CPV | CS    | Djaniny                   |

| #  |     | Poszt | Név                                                       |
| -- | --- | ----- | --------------------------------------------------------- |
| 22 | TUR | V     | Taha Altıkardeş                                           |
| 23 | TUR | V     | İsmail Köybaşı                                            |
| 24 | NED | V     | Stefano Denswil (kölcsönben a Bologna csapatától)         |
| 28 | TUR | CS    | Salih Kavrazlı                                            |
| 29 | TUR | KP    | Yunus Mallı                                               |
| 33 | BRA | V     | Bruno Peres                                               |
| 37 | GER | CS    | Emrehan Gedikli                                           |
| 41 | AZE | KP    | Murat Akpınar                                             |
| 54 | TUR | K     | Muhammet Taha Tepe                                        |
| 59 | TUR | K     | Arda Akbulut                                              |
| 67 | TUR | KP    | Kerem Şen                                                 |
| 70 | TUR | V     | Ahmetcan Kaplan                                           |
| 72 | POL | V     | Tymoteusz Puchacz (kölcsönben az Union Berlin csapatától) |
| 77 | CIV | CS    | Jean Evrard Kouassi                                       |
| 90 | TUR | CS    | Batuhan Kör                                               |
| 94 | TUR | CS    | Enis Destan                                               |
| 99 | TUR | V     | Serkan Asan                                               |

## Eredmények
- Süper Lig
  - Bajnok: 7 alkalommal (1976, 1977, 1979, 1980, 1981, 1984, 2022)
  - Ezüstérmes: 9 alkalommal (1978, 1982, 1983, 1995, 1996, 2004, 2005, 2011, 2020)
- Török kupa
  - Győztes: 9 alkalommal (1977, 1978, 1984, 1992, 1995, 2003, 2004, 2010, 2020)
  - Döntős: 6 alkalommal (1975, 1976, 1985, 1990, 1997, 2013)
- Török szuperkupa
  - Győztes: 9 alkalommal (1976, 1977, 1978, 1979, 1980, 1983, 1995, 2010, 2020)
  - Döntős: 3 alkalommal (1981, 1984, 1992)

## Külső hivatkozások
- Hivatalos honlap Archiválva 2011. február 25-i dátummal a Wayback Machine-ben (törökül) (angolul)